# Literatura română clasică
Clasicismul este un curent literar-artistic, care a apărut inițial în Franța și ale cărui principii au dominat scena culturală europeană între secolele al XVII-lea și al XIX-lea. Pornind de la modelele sculpturii, arhitecturii și literaturii Greciei antice, considerate ca întruchipări perfecte ale idealului de frumusețe armonioasă, echilibrată, clasicismul aspiră să reflecte realitatea în opere de artă desăvârșite ca realizare artistică, opere care să-l ajute pe om sa atingă idealul înalt al frumuseții morale. În primul rând, să punem în discuție etimologia: „Clasic” este derivat din adjectivul în limba latină „classicus” care este un cuvânt format de la substantivul „classis” (clasă, subîmpărțire). În limba latină, îi desemna pe cetățenii aparținând primei clase sociale. Reluând subiectele și formele artei antice, scriitorii clasicii le-au folosit pentru a exprima idealurile morale și sociale ale epocii lor.
Clasicismul pune la baza creației artistice supremația rațiunii asupra fanteziei și a pasiunilor, face ca interesele generale în literatură să primeze asupra celor individuale și pune mai presus datoria cetățenească față de sentimente personale. Urmărind crearea unor opere ale căror personaje sa fie animate de înalte idealuri eroice și de principii morale ferme, scriitorii clasici s-au preocupat în mod deosebit de crearea unor eroi ideali, legați de soarta statului, înzestrați cu cele mai înalte virtuți cetățenești și capabili de fapte eroice. Aceste personaje, de regulă regi sau reprezentanți ai aristocrației, erau prezentați în specii literare clasice precum oda, imn, poem epic, tablou istoric, tragedie - socotite specii superioare ale literaturii, potrivit Poeticii lui Aristotel, care considera tragicul superior comicului. Reflectarea vieții sociale cu adevăratele ei conflicte, prin tipuri de oameni reprezentativi, era reprezentată în comedie, fabulă, satiră - socotite specii inferioare ale literaturii. Conceptia care dusese la aceasta ierarhizare a diverselor specii ale genurilor literare în creaia clasică a determinat și formularea unui sistem de norme, cum ar fi, spre exemplu, respectarea în dramă a celor trei unități, cele de timp, de loc și de acțiune.
Ultima perioadă a clasicismului, mai ales sub influența ideilor revoluției burgheze, aduce și în creația literară lupta impotriva despotismului, dragostea de libertate. În aceasta perioadă se deschide drumul afirmării, în artă, a pasiunilor puternice, iar simplitatea și veridicitatea sunt ridicate la rang de principii ale creației artistice. Reprezentanți ai clasicismului în literatura universală sunt autorii de teatru tragic Pierre Corneille, Jean Racine, dramaturgul Gustav de  Molliere, Boileau, autorul unei celebre arte poetice a clasicismului, fabulistul La Fontaine. Literatura română nu a avut un curent clasic dar se poate vorbi de trăsături ale clasicismului la sfârșitul secolului al XIX-lea, mai ales, la Titu Maiorescu, Mihai Eminescu, I. L. Caragiale, Ion Creangă și Ioan Slavici.